# Владимировка (Пономарёвский район)
Владимировка — посёлок в Пономарёвском районе Оренбургской области в составе Нижнекузлинского сельсовета.

## География
Находится на расстоянии примерно 22 километра по прямой на восток-юго-восток от районного центра села Пономарёвка.

## История
Основан в 1920-х годах в рамках стремления местных жителей полностью освоить земельные ресурсы территории.

## Население
Постоянное население составляло 21 человек в 2002 году (мордва 95 %), 9 в 2010 году, 2 в 2021 году.